# Верещинський Микола Михайлович
Микола (Никола) Михайлович Верещинський (1793, Ходорів, нині Стрийського р-ну Львівської області — 5 листопада 1882, Чернівці) — український етнограф-фольклорист, греко-католицький священник, педагог, меценат.

## Життєпис
Народився у сім'ї священика, що був родом із Холмщини. Навчався у Львові та Відні. Після одержання 1817 року сану священника виконував обов'язки учителя релігії у Сучаві на Буковині. В 1824—1856 роках працював директором тривіальної чи, як тоді ще називали, головної школи[джерело?] в Коломиї. У 1856 р. переїхав до Чернівців,  де помер 5 листопада 1882.

## Характеристика і діяльність
За свідченнями сучасників, був людиною, обізнаною з гуманітарними науками, добре знав нім. літ., мав власну бібліотеку з рідкісними і цінними виданнями. Займався збиранням фольклорних матеріалів, а також заохочував до цього своїх підлеглих. Брав активну участь у роботі громадсько-культурного угруповання «Руська трійця».
Пожертвував основну частину коштів на видання альманаху «Русалка Дністровая» (1837), ініціював і оплатив видання збірки «Галицькі приповідки і загадки, зібрані Григорієм Ількевичем» (1841), в яку увійшли також матеріали Якова Головацького та Івана Бірецького.
29 квітня 1846 року Іван Головацький у листі до Якова Головацького з Відня писав про Миколу Верещинського, який дав гроші на першу і поки що єдину на той час частину літературно-мистецького альманаху «Вінок русинам на обжинки»: «Честь і слава від всіх наших краянів великодушному покровителю всіх ревнительнішому Николаю. Його чиста душа непоколебимо стоїть проти всім недолям нашої возникаючої словесності. О, як щаслив, кого сей муж полюбив, а, пізнавши його в глибині душі, і повіривши йому, жертвує гірко придбане іменіє в пользу всеобщого добра: таких мужів мало під нашим сонцем, мало на сім світі!».
Дбав Микола Верещинський не лише про твори сучасників, а й брав участь у поверненні народові його історії. Так в листі 2 лютого 1847 року Микола Верещинський свідчив, що для запроектованого Денисом Зубрицьким «Галицького дипломатичного корпусу» переписав десять аркушів старовинних текстів (до 1506 року), що зберігалися в Коломийському магістраті. Разом з тим він виступив з пропозицією, аби у Відні при церкві святої Варвари постійно жив чоловік, який міг би займатися друкуванням українських видань.
Разом з I.Озаркевичем був активним організатором аматорського театру в Коломиї, який 8 червня 1848 року показав свою першу виставу «Дівка на виданні, або На милування нема силування» — переробку «Наталки Полтавки» I.Котляревського. Перша вистава пройшла з великим успіхом, тож і було вирішено щовечора, в день засідань Коломийської Руської Ради, показувати вистави.
Знаємо Миколу Верещинського і як одного зі засновників Галицько-руської матиці — культурно-освітнього товариства, що постало у Львові 1848 року на зразок уже існуючих слов'янських матиць. Головним його завданням було піднесення освіти народу та розвиток літератури й мистецтва в Галичині. Докладав Верещинський сил і до того, аби у Львівському університеті була запроваджена українська мова. В листі до драматурга й автора першої в Галичині збірки поезій народною мовою Рудольфа Моха 19 грудня 1848 року він писав: «Знаючи вашу ревність, сподіваємося, що підпишете залучену петицію за введення руської викладової мови на богословському факультеті університету і подбаєте, щоб підписали її й інші…».
Брав активну участь у Соборі руських учених 1848, на якому відстоював право видання церковних книг староукраїнською літературною мовою.
Надзвичайно цікавим є те, що життя й діяльність Миколи Верещинського є водночас й історією національного розвитку українців у Галичині у першій половині 19 століття. Участь у виданні «Русалки Дністрової», «Вінка русинам на обжинки», діяльність Руської Ради, Собор руських учених, перший національний театр — все це щаблі, по яких зводилась українська нація. Тому з упевненістю говоримо, що це не лише людина коломийського рівня, а загальнонаціонального.

## Про Миколу Верещинського
Миколі Верещинському присвячено дуже мало робіт. Уваги заслуговують публікація причинків до його біографії на сторінках львівської «Зорі» (1886), підготовлена Володимиром Коцовським, та новочасна праця у збірнику статей «Коломия і Коломийщина» (Філадельфія, 1988), написана Петром Кривоносюком. Маємо також побіжні згадки, зокрема в дослідженні Кирила Студинського «Причинки до історії культурного життя Галицької Руси в літах 1833-47» (Львів, 1909) та книзі Михайла Возняка «Як пробудилося українське народне життя в Галичині за Австрії» (Львів, 1924).

## Нагороди
- Золотий Хрест Заслуги з Короною[3].